# RKS Hradec Králové
RKS Hradec Králové je středovlnný vysílač sloužící k rozhlasovému vysílání sestávající z jednoho stožáru umístěného v místní části Charbuzice asi 1,4 km severozápadním směrem od obce Stěžery. Jde o bývalý areál společnosti České Radiokomunikace, nyní v soukromém vlastnictví společnosti Rajmont s. r.. o., uzavřený a veřejnosti nepřístupný.
Vysílací stožár vysoký 60 metrů byl vystavěn v roce 1953 podle plánů z roku 1951. Na levé straně areálu se v minulosti nacházely také silné krátkovlnné vysílače, se kterými bylo možné oslovit všechny diplomatické mise Československa. V roce 1964 mělo toto středisko lokálního rušení 6 krátkovlnných vysílačů o výkonu 1 kW a nachystána byla výstavba 9. dalších. Tato zařízení v dříve samostatné bezpečnostní oblasti byla po ukončení provozu demontována. V 90. letech zde vysílalo i Rádio Echo výkonem 20 kW. Na konci roku 2003 na vysílači probíhalo experimentální vysílání ve standardu DRM. Do 31. ledna 2004 z Charbuzic vysílaly stanice ČRo 6, ČRo 5 Hradec Králové a ČRo 5 Pardubice. Na počátku srpna 2016 začala na vysílači působit rozhlasová stanice Radio Dechovka. Pro vysílání se využil poslední zachovalý středovlnný stožár, jež majitel využíval především jako nosič technologií internetového bezdrátového připojení. Začátek vysílání byl postupný, první pokusy proběhly s výkonem pouhých 20 watt. Asi po dvou týdnech se vysílač na nějakou dobu odmlčel kvůli probíhajícím přípravám na zvýšení výkonu. Od září 2016 byl vysílač opět v provozu, tentokrát s výkonem 1 kW. 7. říjen 2016 přinesl další zvýšení výkonu a to na 5 kW. Na přelomu září a října 2020 se vysílání Radia Dechovka odmlčelo až do konce roku 2020 kvůli technickým úpravám na vysílači. Od února 2021 bylo vysílání obnoveno a výkon zvýšen na současných 10 kW. Spolu s Radiem Dechovka vysílá z Charbuzic na kmitočtu 1854 kHz i radiomaják OKM1, který informuje o stavu ionosféry.

## Experimentální vysílání v DRM
V roce 2003 povolila Rada pro rozhlasové a televizní vysílání na žádost Českého rozhlasu zahájit experimentální vysílání DRM z vysílače ve Stěžerech. Testy probíhaly v období od 20. října do 30. listopadu 2003. Od konce října České Radiokomunikace dva týdny experimentálně šířily signál Českého rozhlasu 6, poté začal digitálně vysílat Český rozhlas 1 – Radiožurnál. První kanál Českého rozhlasu experimentátoři vybrali proto, aby zjistili, jak se na digitálním vysílání chová hudba. Stanice využívaly střední vlnu 774 kHz při výkonu 2 kW v digitálním vysílání, což odpovídalo výkonu 10 kW při analogovém vysílání. Vysílání v systému DRM bylo následně oficiálně představeno 22. října na konferenci Radiokomunikace 2003 konané v Pardubicích.
Předběžné výsledky tohoto pokusu potvrdily předpoklady o podstatném zlepšení kvality vysílání a kvality pokrytí signálem. Zvuk se u tohoto systému kvalitativně blížil VKV vysílání a za jistých okolností lze v DRM vysílat i stereofonně. S tímto, z hlediska středovlnného provozu nepatrným vysílacím výkonem byl dosažen kvalitní příjem v okruhu 50 až 70 kilometrů. Ve vzdálenosti 70 až 80 kilometrů byl příjem rušen výpadky v členité zástavbě a v blízkosti zdrojů rušení. Ještě ve vzdálenostech 80 až 200 km byl v denní době, ve volném terénu, možný příjem. Nejvzdálenější lokalita se stabilním příjmem v nezastíněném terénu se nacházela v okolí Karlových Varů, tedy 220 km od vysílače.

## Vysílané stanice

### Vysílaná rozhlasová stanice
|         | Stanice        | Kmitočet | Výkon (ERP) |
| ------- | -------------- | -------- | ----------- |
| AM (SV) | Radio Dechovka | 792 kHz  | 10 kW       |

### Dříve vysílané rozhlasové stanice
|          | Stanice              | Kmitočet | Výkon (ERP) |
| -------- | -------------------- | -------- | ----------- |
| DRM (SV) | ČRo 1 – Radiožurnál  | 774 kHz  | 2 kW        |
| DRM (SV) | ČRo 6                | 774 kHz  | 2 kW        |
| AM (SV)  | ČRo 6                | 1071 kHz | 10 kW       |
| AM (SV)  | ČRo 5 Hradec Králové | 1232 kHz | 3 kW        |
| AM (SV)  | ČRo 5 Pardubice      | 1232 kHz | 3 kW        |
| AM (SV)  | Rádio Echo           | ???? kHz | 20 kW       |